# 從八品
從八品是中国、朝鮮、越南、琉球古代官位的一个级别，属于次于正八品、高于正九品的官员，在多数朝代为县级官员的属官。

## 中國

### 隋
- 监察御史、下郡郡丞、上郡郡尉、上县县丞、十二卫诸曹参军事

### 唐朝

#### 文武官
- 从八品上：左右拾遗、太医署针博士、四门助教、左右千牛卫录事参军、上县丞、中牧监丞、京县主簿、诸仓/诸冶/司竹/温汤监丞、保章正、诸折冲府旅帅
- 从八品下：大理评事、律学博士、太医署丞、左右千牛卫诸曹参军、内谒者、都水监主簿、中书/门下/尚书都省/兵部/吏部/考功/礼部主事、中县丞、京县尉、诸屯监丞、上关令、上府兵曹、上挈壶正、中戍主、上戍副、诸率府左右司戈

#### 女官
- 掌正、掌书、掌筵、掌严、掌缝、掌藏、掌食、掌医、掌园

#### 散官
- 从八品上：承奉郎、御侮校尉
- 从八品下：承务郎、御侮副尉、归德司戈

### 宋
- 御史台检法官、主簿，少府、将作、军器、都水监丞，寺、监主簿，秘书省校书郎、正字，太常寺奉礼郎、太祝，太学、武学、律学博士，主管太医局，合门祗候，枢密院逐房副承旨，东、西头供奉官，从义、秉义郎，太子诸率府副率，亲王府记室，节度、观察、防御、团练、军事、监判官，节度掌书记，观察支使，京府、节度、观察、防御、团练、军事推官，诸州签判，节镇、上中下州录事参军，京府诸曹参军事、军巡判官，承直、儒林、文林、从事、从政、修职郎，京畿县丞，三京赤县、畿县丞，诸州上中下县令、丞，两赤县主簿，尉，诸府诸曹，节镇、上州诸司参军事，节度副使、行军司马，防御、团练副使，太史局丞、直长、灵台郎、保章正，翰林医愈、医证、医诊、医候，三省枢密院主事，守阙主事、令史、书令史
- 承奉郎、承务郎、御武校尉、御武副尉
- 医散阶：翰林医愈、翰林医证、翰林医诊、翰林医候

### 金
- 州判官、中县县丞、中县县尉

### 元
- 卫官知事

### 明朝

#### 文武官
- 詹事府：左右清纪郎
- 太常寺：祀丞
- 鸿胪寺：主簿
- 光禄寺：监事、录事
- 翰林院：典籍
- 国子监：典簿、五经博士、助教
- 钦天监：五官挈壶正
- 顺天府：知事
- 道录司：左右玄义、知观
- 王府长史司：典膳所典膳副、奉祠所奉祠副、典宝所典宝副、良医所良医副、工正所工副
- 承宣布政使司：照磨所照磨
- 都转运盐使司：知事
- 宣抚司：经历司经历

#### 散官
- 升授阶：修职佐郎
- 初授阶：迪功佐郎

### 清朝

#### 文武官
- 翰林院典簿、國子監典簿、鴻臚寺主簿、欽天監五官司挈壺正、太醫院吏目、祠祭署祀丞、神樂署署正、布政司照磨、運鹽司知事、府州縣訓導、僧錄司左右覺義、道錄司左右至義
- 八品典仪、委署亲军校、委署前锋校、委署护军校、委署骁骑校、圆明园副护军校

#### 散官
- 修职佐郎、奋武佐校尉

## 朝鮮

### 朝鮮王朝

#### 文武官
- 司录

## 琉球

### 琉球國（第二尚氏）

#### 文武官
内使佐郎，若里之子、通事